# Lazăr Măglașu

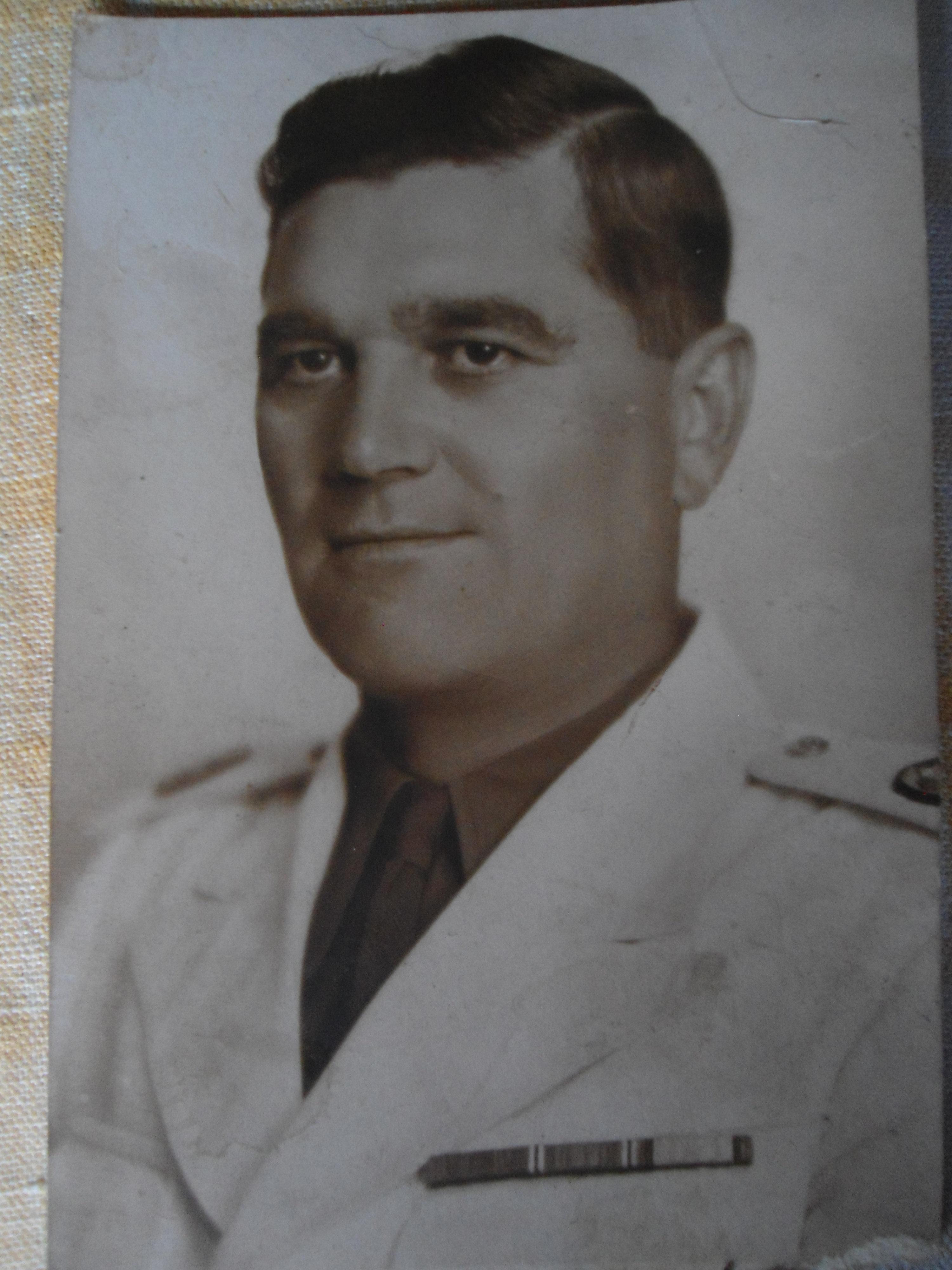
Lazăr Măglașu în uniforma de senator

Lazăr Măglașu (n. 19 aprilie 1894 - 17 august 1974) a fost un lider sindical și activist al Partidului Socialist Democrat din România.
Coautor al lucrării "Istoricul mișcării muncitorești din porturi" de Lazăr Măglașu și Nicolae Deleanu, Editura Uniunei Muncitorilor din Porturile României, București 1932. Cu o prefață de Jean Bart (Eugeniu Botez). Anexă: Harta Dunării și Mării Negre cu porturile.  
Formare profesională: muncitor tâmplar. Senator din partea Partidului Socialist din România în Frontul Renașterii Naționale din timpul lui Carol al II-lea. La stabilirea inițială  a pensiei în anul 1954, nu i s-au luat în considerare vechimea din anii cât a fost senator.
Deținut politic în anii 1920-1921 în regimul burghez. Deținut politic în anul 1945 în regimul comunist în lotul cu Adriana Georgescu, lidera tineretului liberal, fără a fi condamnat nici unul din lotul respectiv.
La începutul lui iulie 1945 s-a înscenat un proces cunoscut sub numele de organizația "T" (de la "Teroriști" - acuzați că doreau revenirea anglo-americanilor în România), în care au fost incluși studenți liberali, țărăniști și câțiva fruntași politici, printre ei numărându-se: Radu Maltezeanu, Victor Isac, Adriana Georgescu, Iosif Jumanca, Ion Flueraș,  Lazăr Măglașu, Petre Domășneanu, Nicolae Batrânu, Nicoleta-Valeria Bruteanu (căs.Grosu) si alte vreo 20 de persoane printre care si R.Tetu și fiul cel mare al lui Constantin Tănase, cel care îi parodia pe ruși în cupletele sale.
S-a aflat, după declarația sa, în conflict personal cu Constantin Titel Petrescu.
A fost în relații de prietenie cu Ștefan Voitec.
A fost recunoscută vechimea sa teoretică în Partidul Comunist Român din anul 1921, deși a fost membru al Partidului Socialist dinaintea acestui an de înființare a Partidului Comunist Român. I s-a stabilit, către sfârșitul vieții, o pensie de merit ca FIAP (Foști Ilegaliști și Activiști de Partid), ca o recunoaștere a activității sale muncitorești și sindicale.
A avut o fiică, Măglașu Aurelia Mia (n. 17 aprilie 1925), profesoară de limba franceză și autoare de manuale școlare, decedată la data de 28 noiembrie 2016, în etate de 91 de ani.